# 约维尔足球俱乐部
伊奧維城足球會（英語：Yeovil Town F.C.，/ˈjoʊvɪl/）是位於英格蘭西南部薩默塞特郡南部傳統以織造手套著名的（Yeovil）職業足球會，於2012/13年透過附加賽取得升班英冠資格，但翌年降班返回英甲，再背對背於2015年降班返回英格蘭足球乙級聯賽作賽。
雖然球隊歷史中大部分時間在地區聯賽作賽，但仍以巨人殺手在足總盃中聲名大噪，其中最著名的是在1949年主場2-1淘汰當時位處甲組的新特蘭，超過40次打入第一圈比賽，2004/05年更首次晉級第四圈。

## 大事紀年
| 年 份   | 事 項 |
| ------- | --- |
| 1919-20 | 以「伊奧維及彼德斯聯」（Yeovil & Petters United）的名義參加西部〈乙組〉聯賽（Western League）                                                      |
| 1920-21 | 升級西部（甲組）聯賽                                                                                          |
| 1921-22 | 西部（甲組）聯賽冠軍                                                                                          |
| 1922-23 | 同時參加南部（英格蘭區）聯賽（Southern League）                                                                              |
| 1923-24 | 轉往南部（西區）聯賽。南部（西區）聯賽冠軍。附加賽以3-1擊敗（東區）冠軍彼得堡及弗萊頓聯（Peterborough & Fletton United）奪得南部聯賽總冠軍 |
| 1924-25 | 西部（甲組）聯賽冠軍（第二次）                                                                                |
| 1929-30 | 西部（甲組）聯賽冠軍（第三次）                                                                                |
| 1930    | 退出南部（西區）聯賽                                                                                          |
| 1930-31 | 西部（甲組）聯賽亞軍                                                                                          |
| 1931-32 | 再次參加南部（西區）聯賽。南部（西區）聯賽冠軍（第二次）。附加賽以1-2負於（東區）冠軍達特福德（Dartford）             |
| 1933-34 | 同時參加南部（中央）聯賽                                                                                      |
| 1934-35 | 南部（西區）聯賽冠軍（第三次）。附加賽重賽以2-7負於《東區》冠軍諾域治預備隊（Norwich City Reserves）。西部（甲組）聯賽冠軍（第四次）           |
| 1936-37 | 西部（甲組）聯賽亞軍                                                                                          |
| 1937-38 | 西部（甲組）聯賽亞軍                                                                                          |
| 1938-39 | 西部（甲組）聯賽亞軍                                                                                          |
| 1946    | 「伊奧維及彼德斯聯」更名「伊奧維」（Yeovil Town）                                                                        |
| 1954-55 | 南部聯賽冠軍                                                                                                  |
| 1963-64 | 南部聯賽冠軍（第二次）                                                                                        |
| 1970-71 | 南部聯賽冠軍（第三次）。 晉身足總錦標四強                                                                     |
| 1971-72 | 晉身足總錦標四強                                                                                              |
| 1972-73 | 南部聯賽亞軍                                                                                                  |
| 1975-76 | 南部聯賽亞軍                                                                                                  |
| 1979-80 | 同盟超級聯賽（Alliance Premier League）創始成員                                                                                      |
| 1985-86 | 加入依斯米安聯賽超聯組（Isthmian League Premier Division）。依斯米安聯賽超聯組亞軍                                                            |
| 1986-87 | 依斯米安聯賽超聯組亞軍                                                                                        |
| 1987-88 | 依斯米安聯賽超聯組冠軍                                                                                        |
| 1988-89 | 再次加入足協全國聯賽（Conference，即前“同盟超級聯賽”）                                                                  |
| 1995-96 | 再次參加依斯米安聯賽超聯組                                                                                    |
| 1996-97 | 依斯米安聯賽超聯組冠軍（第二次）                                                                              |
| 1997-98 | 再次加入足協全國聯賽                                                                                          |
| 2000-01 | 足協全國聯賽亞軍                                                                                              |
| 2001-02 | 決賽2-0擊敗，足總錦標冠軍                                                                                     |
| 2002-03 | 足協全國聯賽冠軍，升級丙組〈IV〉                                                                              |
| 2004-05 | 丙組〈IV〉聯賽更名“英乙聯賽”。英乙聯賽冠軍，升級英甲聯賽                                                      |
| 2006-07 | 英甲聯賽排第五位，附加賽準決賽兩回合累計5-4擊敗諾定咸森林，溫布萊決賽0-2負於黑池                              |
| 2012-13 | 英甲聯賽排第四位，附加賽準決賽兩回合累計2-1擊敗，溫布萊決賽2-1擊敗，升級英冠                                  |
| 2013-14 | 英冠聯賽排第廿四位，降班英甲聯賽                                                                              |
| 2014-15 | 英甲聯賽排第廿四位，降班英乙聯賽                                                                              |
| 2018-19 | 英乙聯賽排第廿四位，降班全國聯賽                                                                              |
| 2023-24 | 英格蘭足球全國聯賽南冠軍，再次升班全國聯賽                                                                    |

## 近況

### 盃賽成績
| 圈數             | 日期     | 主／客   | 對賽球隊 | 紀錄     |
| 聯 賽 盃         | 聯 賽 盃 | 聯 賽 盃 | 聯 賽 盃 | 聯 賽 盃 |
| ---------------- | -------- | -------- | -------- | -------- |
| 第一圈           |          |          |          |          |
| 聯 賽 錦 標      |          |          |          |          |
| 第一圈（南區西） |          |          |          |          |
| 足 總 盃         |          |          |          |          |
| 第一圈           |          |          |          |          |

## 主場球場

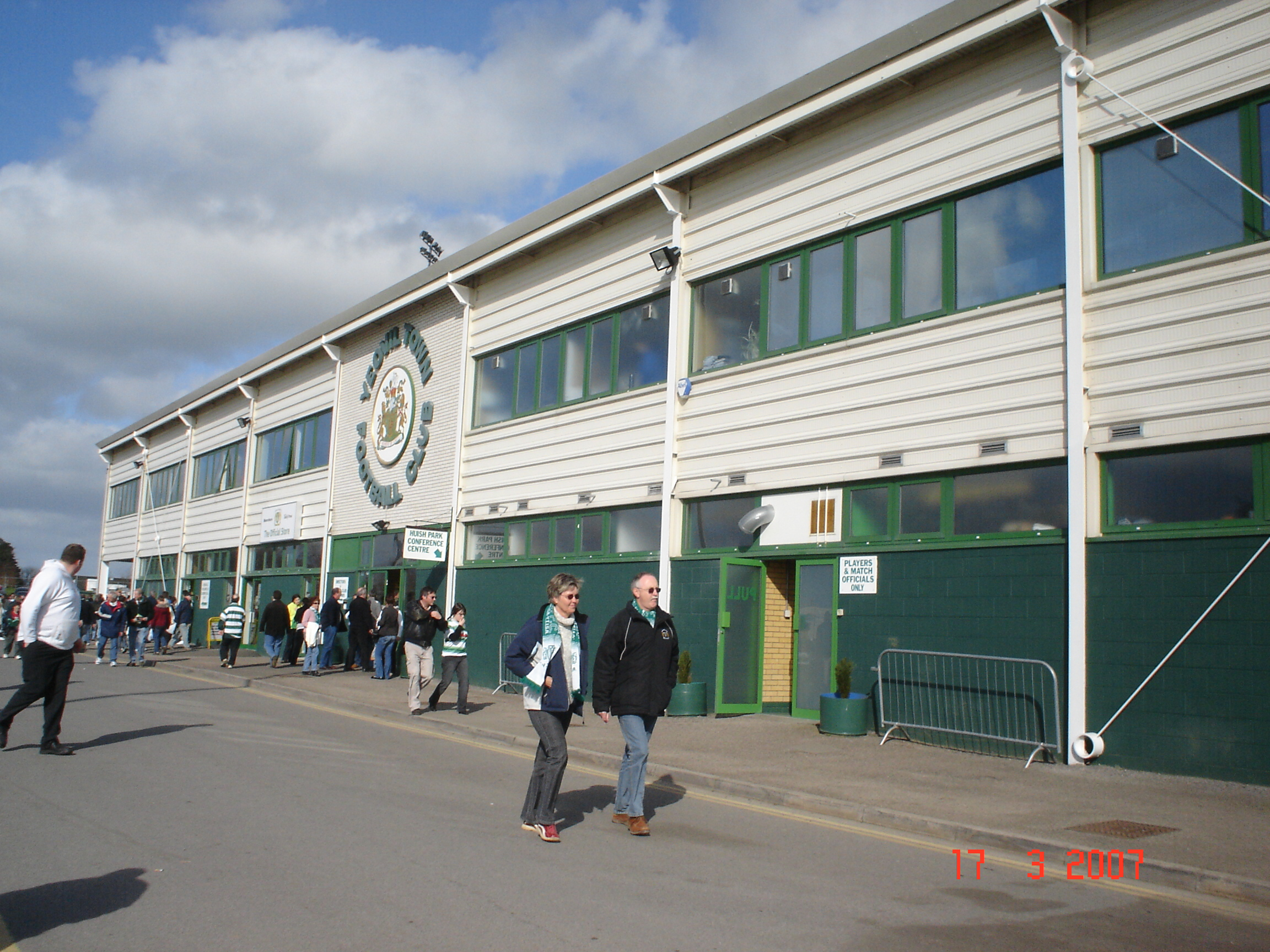
凱殊公園球場外觀

凱殊公園球場（英語：Huish Park）是位於英格蘭西南部森麻實郡約維爾的足球場。自1990年落成後一直是球隊的主場球場。凱殊公園可以容納9,565名觀眾，兩個全坐席看台共有5,212個座位，而位於兩邊球门後方則為梯級立席。
球場由四座看台組成：
- 「阿古斯特维斯特兰社區看台」（AgustaWestland Community Stand，主看台）：是一座懸臂式頂蓋單層全坐席看台，背面設有若干行政廂房和酒吧，後備球員席及球員通道亦在這邊，並設有小型電子記分牌，售票處和球會商店亦在其中。
- 「Screwfix社區看台」（Screwfix Community Stand，東看台）：與主看台結構相近，在頂蓋下設有記者室。
- 「撒切尔金牌看台」（Thatchers Gold Stand，主場球迷梯級看台）：同樣設有懸臂式頂蓋的梯級看台供主場球迷使用。
- 「確斯路梯級看台」（Copse Road Terrace，作客球迷梯級看台）：是體積較小沒有頂蓋的梯級看台，後方設有大型電子記分牌。

## 榮譽
| 榮譽                      | 次數        | 年度                                       |
| 聯 賽 比 賽               | 聯 賽 比 賽 | 聯 賽 比 賽                                |
| ------------------------- | ----------- | ------------------------------------------ |
| 英格蘭足球全國聯賽南 冠軍 | 1           | 2023/24年                                  |
| 甲級聯賽附加賽 冠軍       | 1           | 2012/13年                                  |
| 乙級聯賽 冠軍             | 1           | 2004/05年                                  |
| 議會全國聯賽 冠軍         | 1           | 2002/03年                                  |
| 南部（西區）聯賽 冠軍     | 3           | 1923/24年, 1931/32年, 1934/35年            |
| 西部（甲組）聯賽 冠軍     | 4           | 1921/22年, 1924/25年, 1929/30年, 1934/35年 |
| 地 區 聯 賽               |             |                                            |
| 依斯米安聯賽超聯組 冠軍   | 2           | 1987/88年, 1996/97年                       |
| 南部聯賽 冠軍             | 3           | 1954/55年, 1963/64年, 1970/71年            |
| 杯 賽 比 賽               |             |                                            |
| 足總錦標 冠軍             | 1           | 2002年                                     |
| 足球議會聯賽盃 冠軍       | 1           | 1989年                                     |